# 오사카 교육대학
오사카 교육대학(일본어: 大阪教育大学 오사카쿄이쿠다이가쿠[*], Osaka Kyoiku University)은 일본의 국립 대학이다. 대학 본부는 오사카부 가시와라시에 있다.

## 연혁
오사카 교육대학은 1949년에 오사카 제1 사범학교 (본부: 오사카시 덴노지구), 오사카 제2 사범학교 (이케다시)를 통합하여 오사카 학예대학(大阪學藝大學)이라는 이름으로 설립되었다.
덴노지(天王寺)와 이케다(池田)에 2개 캠퍼스가 있었지만 1994년에 가시와라(柏原) 캠퍼스로 통합되어, 덴노지 캠퍼스는 제2부(야간부) 캠퍼스가 되었다. 오사카 교육대학 제2부는 일본 국립대학 유일한 교원양성 야간 코스이다.
- 1949년 : 오사카 학예대학 발족.
- 1966년 : 오사카 교육대학으로 개칭.
- 1992년 : 가시와라 캠퍼스 개설.
- 1994년 : 캠퍼스 통합 완료.
- 2001년 : 부속 이케다 초등학교에서 학살 사건 발생.

이하, 오사카 교육대학에 통합된 구 학교들의 연혁이다.
- 1874년 : 오사카부가 교원 전습소 설립.
- 1875년 : 오사카 부 사범학교로 개칭.
- 1881년 : 부립 오사카 사범학교로 개칭.
- 1886년 : 오사카 부 심상 사범학교로 개칭.
- 1898년 : 오사카 부 사범학교로 개칭.
- 1900년 : 남자 사범학교와 여자 사범학교가 분리.
- 1901년 : 남자 사범학교가 현 덴노지(天王寺) 캠퍼스로 이전.
- 1908년 : 남자 사범학교가 오사카 부 덴노지 사범학교(大阪府天王寺師範學校)로 개칭.
- 1927년 : 여자 사범학교가 현 히라노(平野) 지구로 이전.
- 1943년 : 남자 사범학교를 여자 사범학교와 통합. 관립(국립) 오사카 제1 사범학교로 승격.
- 1949년 : 오사카 학예대학 덴노지 분교가 됨.

- 1908년 : 오사카 부 이케다 사범학교(大阪府池田師範學校) 설립.
- 1943년 : 관립 오사카 제2 사범학교로 승격.
- 1949년 : 오사카 학예대학 이케다 분교가 됨.

## 캠퍼스

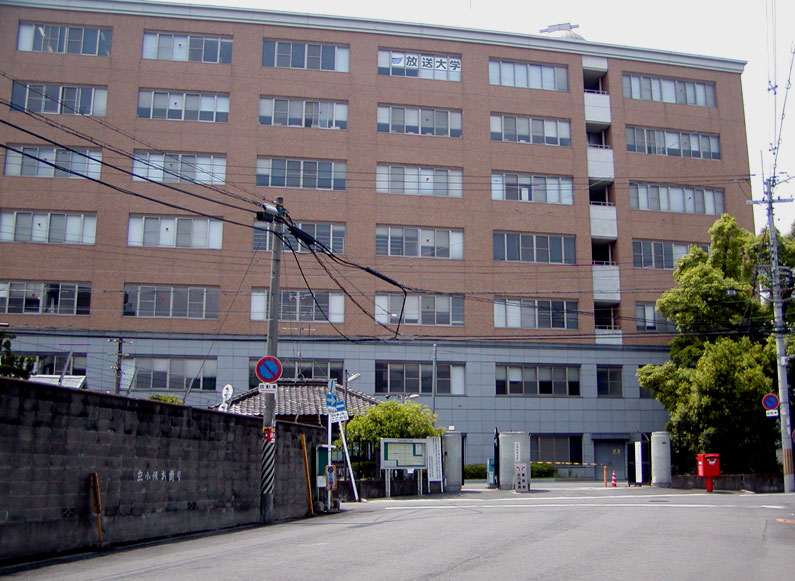
덴노지 캠퍼스

- 가시와라(柏原) 캠퍼스: 대학 본부 캠퍼스.
- 오사카부 가시와라시 아사히가오카(旭ヶ丘) 4-698-1.
- 덴노지(天王寺) 캠퍼스: 제2부 (야간부) 캠퍼스.
- 오사카 부 오사카시 덴노지구 미나미카와호리초(南河堀町) 4-88.

## 조직

### 학부
- 교육학부
  - 교원 양성 과정
    - 유치원 교원 양성 과정
    - 학교 교육 교원 양성 과정
    - 특별 지원 교육 교원 양성 과정
    - 양호 교원 양성 과정

  - 교양학과
  - 제2부 (야간 학부): 초등학교 교원 양성 5년 과정

### 대학원
- 교육학 연구과 (석사 과정)

### 기타
- 특별 지원 교육 특별 전공과 (1년제)

### 부속기관
- 도서관
- 학교 위기 멘탈 서포트 센터
- 교직/교육 연구 개발 센터
- 부속 학교
  - 초등학교: 덴노지, 히라노, 이케다
  - 중학교: 덴노지, 히라노, 이케다
  - 고등학교: 덴노지, 히라노, 이케다
  - 특별지원학교: 히라노
  - 유치원: 히라노